# Tschifflicker Burg
Die Tschifflicker Burg östlich von Zweibrücken in Rheinland-Pfalz ist eine abgegangene salierzeitliche Turmhügelburg (Motte).

## Beschreibung
Die einzige bekannte historische Erwähnung findet sich in der Landesaufnahme der Ämter Zweibrücken und Kirkel durch Tilemann Stella aus dem Jahr 1564. Er führt bei den Wüstungen in den Ämtern Zweibrücken und Kirkel auf:

„Inn diesem grundt findt mann unden ann dem Ehrwage im ort am Aichhöltzgen ein allten burgstal und ein brunnen daselbst, ist vergangen.“

Im Unterschied zu anderen Wüstungen findet sich diese nur im Text erwähnt, aber nicht auf der Karte eingezeichnet. Auf Stellas Karte 11 im Maßstab 1 : 25.000 sind zwar südlich von Niederauerbach am Nordende des Ehrtals (heute: Tschifflicker Dell) der Erwag und westlich davon der Wald Eicholtz lagerichtig eingezeichnet, jedoch an der Burgstelle selbst weder der namenlose alte Burgstall noch die namenlose Quelle.
Es finden sich allerdings auf Stellas Karte 11 im Maßstab 1 : 25.000 und auf Stellas Übersichtskarte im Maßstab 1 : 100.000 nicht allzu weit entfernt von der Burgstelle zwei andere benannte Objekte eingezeichnet, einmal 1 km westlich der Burgstelle der in der Art einer kleinen Kirche eingezeichnete Marienstein, der zu Stellas Zeit noch bestand und zum anderen ca. 800 m südlich der Burgstelle in einem westlichen Seitentälchen des Ehrtals der starke Quell Erborn und das in der Art einer Turmburg eingezeichnete Ehrhaus, das Stella als Lusthaus mit einem schönen Forellenweiher beschreibt und das genau die Stelle des im frühen 18. Jahrhundert erbauten Landhauses Tschifflik besetzt. Diese beiden Objekte können nicht mit dem namenlosen alten Burgstall identifiziert werden. Stella kannte die Gegend gut, da er 1563 hier Vermessungen vornahm, um das Wasser des Erborns mittels Deicheln in das damalige Zweibrücker Herzogsschloss nahe dem heutigen Schloss Zweibrücken zu leiten, was dann 1563/1564 auch so realisiert wurde. Das Schloss hatte vor Stellas Zeit einmal sein Wasser aus dem Felsborn, einem näher bei Zweibrücken gelegenen Quell, bezogen.
Die Burgstelle lag zudem an einer bereits 1564 bestehenden west-östlichen Wegeführung (heutige Annweiler Straße in Zweibrücken), die das Schwarzbachtal dem Verkehr erschloss; eine Schwarzbachquerung durch eine nord-südliche Wegeführung, wie sie heute hier besteht (heutige Fasaneriestraße in Zweibrücken) ist allerdings 1564 nicht eingezeichnet.

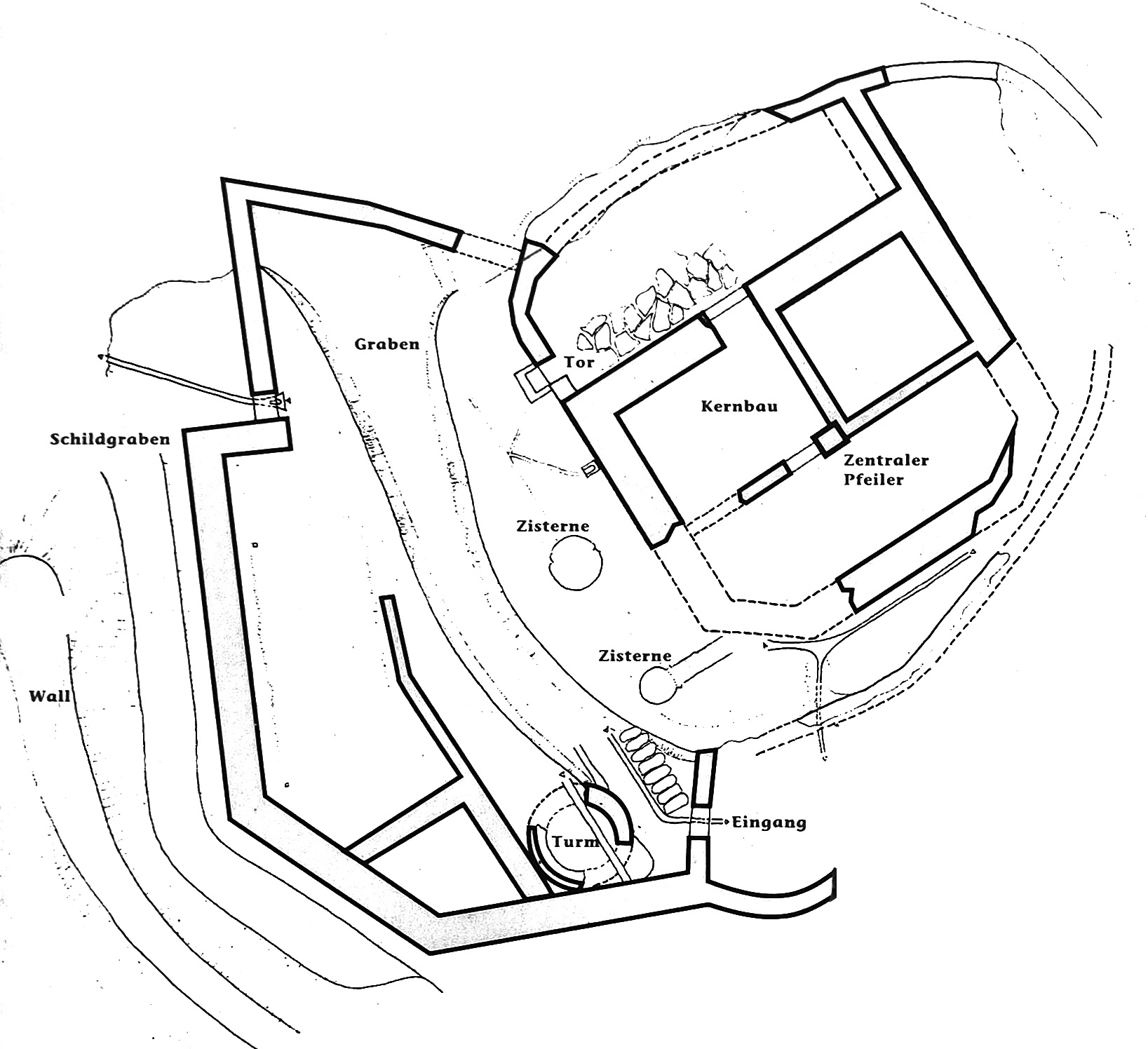
Grundriss der Tschifflicker Burg

Die Burgstelle wurde in den Mauerbering des Wildparks um das im frühen 18. Jahrhundert erbaute Landhaus Tschifflik einbezogen. Sie diente vermutlich als Steinbruch für die Mauer und für benachbarte Gebäude wie die am Nordende der Tschifflicker Dell gelegene Tschiffliker Mühle am Erwag, weswegen oberirdisch alles abgetragen ist. In den siebziger Jahren des 20. Jahrhunderts wurde die Burgstelle wiederentdeckt und beachtliche Reste der Grundmauern freigelegt.
Die Ruine einer Turmhügelburg des frühen 12. Jahrhunderts umfasst Grundmauern eines rechteckigen Turmhauses, zweier Zisternen, der Ringmauer, der Schildmauer der Vorburg und Halsgrabenreste.
Reste grünglasierter Ofenkacheln machen wahrscheinlich, dass die Burg noch bis ins 15. Jahrhundert bewohnt war.

## Belege
1. ↑  Tilemann Stella: Gründliche und warhafftige beschreibung der baider ambter Zweibrücken und Kirckel, wie dieselbigen gelegen 1564. Bearbeiter: Eginhard Scharf. Historischer Verein Zweibrücken. Zweibrücken 1993, ISBN 978-3-924171-15-5. S. 237.
2. ↑  Tilemann Stella: Gründliche und warhafftige beschreibung der baider ambter Zweibrücken und Kirckel, wie dieselbigen gelegen 1564. Bearbeiter: Eginhard Scharf. Historischer Verein Zweibrücken. Zweibrücken 1993, ISBN 978-3-924171-15-5. S. 146–147.
3. ↑  Tilemann Stella: Gründliche und warhafftige beschreibung der baider ambter Zweibrücken und Kirckel, wie dieselbigen gelegen 1564. Bearbeiter: Eginhard Scharf. Historischer Verein Zweibrücken. Zweibrücken 1993, ISBN 978-3-924171-15-5. S. 124–125.
4. ↑  Tilemann Stella: Gründliche und warhafftige beschreibung der baider ambter Zweibrücken und Kirckel, wie dieselbigen gelegen 1564. Bearbeiter: Eginhard Scharf. Historischer Verein Zweibrücken. Zweibrücken 1993, ISBN 978-3-924171-15-5. S. 144.
5. ↑  Denkmalschutzbroschüre Zweibrücken. Stadtverwaltung Zweibrücken, 1. Juli 2013, S. 63 Letztes Bild, archiviert vom Original am 18. Oktober 2018; abgerufen am 18. Oktober 2018 (deutsch).